# Rabbits
Rabbits (česky Králíci) je série krátkometrážních video filmů natočená v roce 2002 americkým režisérem Davidem Lynchem. Děj zobrazuje tři lidské králíky v jedné místnosti, které ztvárnili herci Scott Coffey, Laura Harringová a Naomi Wattsová. Ve třetí epizodě místo Harringové vystupuje Rebekah Del Rio. Jejich nesouvisející komunikace je přerušována salvami smíchu a potlesku, které jsou charakteristické pro sitcomy. Přesto vždy zůstávají lidští králíci vážní.
Dílo bylo uvedeno sloganem: „V bezejmenném městě smáčeným nekončícím lijákem… bydlí tři králíci s děsivým tajemstvím“. Hudbu podobně jako k většině Lynchových snímků zkomponoval Angelo Badalamenti.
Rabbits původně představovaly sérii osmi krátkých epizod exkluzivně uložených na webu 'DavidLynch.com', která je již nedostupná. Následně se snímek stal součástí DVD vydaného v rámci kolekce režisérových filmů „Lime Green Set“. Mimoto došlo k využití některých scén ve filmu Inland Empire.

## Charakter děje
Celý děj, jenž se odehrává v jedné místnosti – obývacím pokoji, je snímán z pozice statické kamery bez střihu. Tři lidští králíci s maskami na hlavách a končetinách průběžně přicházejí, odcházejí a vedou konverzaci či monology. Jack je oblečen do elegantního obleku, Suzie má na sobě šaty a Jane župan.
V některých scénách se zjevují záhadné věci jakými jsou planoucí díra na stěně a dotěrný démonický hlas. Ve třech epizodách vždy jeden králík recituje neznámou poezii.

## Produkce
Film vznikl na zahradě Lynchova domu v Hollywood Hills, kde došlo k postavení scény. Natáčení probíhalo pouze v noci kvůli kontrole intenzity osvětlení, ovšem bylo provázeno problémy s hlukem a rušivými zvuky, které přicházely z okolí, stejně tak i podrážděnými sousedy.
Dave Kehr v periodiku The New York Times uvedl, že to byl francouzský režisér Alain Resnais, který ve filmu Můj strýček z Ameriky (1980) jako první nasadil hercům velké hlodavčí hlavy.